# Аденом
Аденом је бенигни тумор који се може појавити у жлездама или слузокожи.
Било која жлезда у човековом телу може бити захваћена аденомом.  Штитна жлезда и хипофиза су најобухваћеније али могу бити и груди, простата или лојне жлезде.

## Локализација
- Аденом ендокриног панкреаса;
- Аденом желуца;
- Аденом дебелог црева[4]
- Аденом јетре[5]
- Аденом  простате[6]
- Пролактином
- Аденом хипофизе